# 426
426 (CDXXVI) fue un año común comenzado en viernes del calendario juliano, en vigor en aquella fecha.
En el Imperio romano, el año fue nombrado el del consulado de Teodosio y Valentiniano, o menos comúnmente, como el 1179 Ab urbe condita, adquiriendo su denominación como 426 a principios de la Edad Media, al establecerse el anno Domini.

## Acontecimientos
- El rey de los vándalos asdingos Flavio Gunderico toma parte de la Cartaginense y la ciudad de Hispalis (Sevilla), y se convierte también en rey de los alanos.
- Alrededor de esta fecha se cree que tuvo lugar la destrucción parcial del santuario de Olimpia a raíz de un decreto del emperador romano de Oriente Teodosio II.[1][2]
- Se publica la Ley de Citas, en nombre de Teodosio II, emperador romano de Oriente, y de Valentiniano III, emperador de Occidente. Esta ley prescribe seguir las opiniones de cinco legisladores romanos clásicos (Ulpiano, Gayo, Paulo, Modestino y Papiniano).
- En Galia (actual Francia), los visigodos asedian la villa de Arlés sin éxito; Aecio, con la ayuda de las tropas de hunos, libera la ciudad.
- El religioso Lupo (383-478) es nombrado obispo de Troyes (fue canonizado por la Iglesia católica).
- Sisinio se convierte en Patriarca de Constantinopla.
- En la actual Honduras, los mayas fundan la villa de Xukpi (actual Copán).
- En Japón se adopta una escritura ideográfica similar a la china.

## Arte y literatura
- Agustín de Hipona concluye su obra De Civitate Dei (La ciudad de Dios).

## Fallecimientos
- Ataces, rey de los alanos.